# Giuseppe Abbagnale (patriota)
Giuseppe Abbagnale, o Abagnale o Abagnate (Casola di Napoli, 25 novembre 1816 – Aversa, 13 febbraio 1869), è stato un militare italiano.

## Biografia
Il nome di Giuseppe Abbagnale è stato registrato da Luigi Settembrini fra i reclusi nell'ergastolo dell'isola di Santo Stefano il 30 giugno 1852: si trattava di uno dei contadini di Gragnano condannati a gravi pene detentive per aver protestato contro lo scioglimento del parlamento e la sostituzione del governo costituzionale di Carlo Troja in seguito al colpo di mano di Ferdinando II il 15 maggio 1848.
Figlio di Melchiorre Abbagnale, un contadino di Casola che si era trasferito a Gragnano, Giuseppe Abbagnale svolgeva la professione di taglialegna o falegname quando nel 1848 partecipò all'associazione segreta mazziniana guidata a Casola dal bottaio Michele Mascolo e a Gragnano dall'avvocato Gaetano Mariconda: loro obiettivi fondamentali erano l'instaurazione della Repubblica e una rigorosa riforma agraria che abbattesse il fenomeno del latifondo. Scoperta la setta ai primi del marzo 1849, mentre il Mascolo e il Mariconda riuscivano a fuggire, Abbagnale fu tratto in arresto assieme ad altri tre affiliati il 16 luglio.
Condannato il 15 febbraio 1850 a 24 anni di reclusione, iniziò a scontarli fra i penitenziari delle isole di Procida e di Santo Stefano. Tuttavia, in quanto detenuto politico, in base al decreto di grazia del 27 dicembre 1858 fu compreso tra coloro che dovevano essere esiliati per sempre in America; tra di essi figuravano anche note personalità quali Carlo Poerio, Luigi Settembrini e Silvio Spaventa. Così, nel gennaio del 1859 i 66 "politici" furono imbarcati sulla corvetta Stromboli e trasportati a Cadice, dove vennero trasbordati sulla David Stuart, la nave statunitense noleggiata dal governo napoletano per il viaggio oltreoceano.
Venne liberato, assieme agli altri prigionieri politici, grazie al colpo di mano di Raffaele Settembrini, il figlio di Luigi, il quale nel febbraio/aprile 1859 riuscì a dirottare nel Regno Unito la David Stuart. Abbagnale riparò in Piemonte e qui prese contatti con i repubblicani di Mazzini. Nel 1860 si imbarcò da Quarto con i Mille di Giuseppe Garibaldi e combatté a Calatafimi e a Milazzo. Minata la sua salute dall'alcolismo, il 4 febbraio 1869 fu ricoverato nel manicomio di Aversa, dove morì pochi giorni dopo.